# سامانه بازرسی مرزی اروپا
سامانه بازرسی مرزی اروپا (که بیشتر با کوتاه شده آن Eurosur نامیده می شود)، یک سامانه بازرسی در اتحادیه اروپا است که هواپیماهای بدون سرنشین ، هواپیماهای شناسایی ، حسگرهای دریایی و سنجش از راه دور ماهواره ای را برای ردیابی مهاجرت غیرقانونی به کشورهای عضو اتحادیه اروپا به کار می گیرد. این برنامه در ۱۰ اکتبر ۲۰۱۳ توسط پارلمان اروپا اجرایی شد. یوروسور در ۲ دسامبر ۲۰۱۳ ، در ۱۸ کشور عضو اتحادیه اروپا و نروژ آغاز به کار کرد. 
یوروسور در درجه نخست برنامه ای است که امکان جابجایی داده ها را فراهم می کند و از همکاری کارگزاری های ملی مهاجرت پشتیبانی می کند. هدف آن کسب آگاهی و داده ها در باره ی جنبش های کنونی پناهندگان و فعالیت سازمان های قاچاق انسان در سریع ترین زمان ممکن است.</link> 
کمک به افراد در تنگنا نیز در آیین نامه ها ی یوروسور به تصویب رسیده است.  هر چند از جنبه های گوناگون ، این برنامه مورد سنجش قرار می گیرد. 
از اکتبر ۲۰۱۳ ، ۲۴۴ میلیون یورو از بودجه اتحادیه اروپا برای نصب و نگهداری سامانه تا سال ۲۰۲۰ فراهم شده است. به نگرش منتقدان هزینه های این پروژه از یک میلیارد یورو فراتر خواد رفت ،هرچند منابع دیگر به هزینه های پیش بینی شده ی نزدیک به ۳۴۰ میلیون یورو اشاره می کنند. 